# Antoni Siwiec
Antoni Siwiec – poseł do Sejmu Krajowego Galicji III kadencji (1870–1876), włościanin z Lasu.
Wybrany w IV kurii obwodu Wadowice, z okręgu wyborczego nr 74 Żywiec-Ślemień-Milówka.